# Stade de la Beaujoire
Stade de la Beaujoire je multifunkční stadion ve francouzském městě Nantes. Využívá se především pro fotbalová utkání místního klubu FC Nantes. Kapacita stadionu je 35 322 diváků.

## Historie
Stadion byl slavnostně otevřen 8. května 1984 přátelským zápasem mezi FC Nantes a Rumunskou fotbalovou reprezentací. Byl postaven pro Mistrovství Evropy ve fotbale 1984. Jeho kapacita byla 52 923 diváků. Poté, co byl zrekonstruován a částečně přestavěn pro Mistrovství světa ve fotbale 1998, jeho kapacita byla pro 38 285 diváků. Dnes je na stadionu 37 473 míst.
Stadion byl také použit při mistrovství světa v ragby 2007 a budou se zde konat i některé zápasy při Mistrovství světa v ragby 2023 a při Letních olympijských her v roce 2024 v Paříži se zde budou konat zápasy ve fotbale.